# Francis Alÿs
Francis Alÿs (ur. 1959 w Antwerpii) – belgijski malarz i performer.
W 1983 roku ukończył architekturę w belgijskim Institut d’Architecture de Tournai, a w 1986 w weneckim Istituto Universitario di Architettura. Po ukończeniu studiów udał się do Meksyku, aby pomóc w odbudowie miasta po trzęsieniu ziemi. Odtąd artysta mieszka i pracuje w tym mieście i jemu poświęca w dużej mierze swoją twórczość. Jego prace wystawiano m.in. w Museum of Modern Art (2002), Muzeum Narodowe Centrum Sztuki Królowej Zofii (2002/2003) i na biennale w Sydney (2004).
Do jego dzieł należy seria akcji paseos ("spacery"), m.in. The Collector (1991; artysta szedł ulicami miasta, ciągnąc na smyczy psa wykonanego z magnesu; zwierzę powiększało się, przyciągając do siebie kolejne metalowe elementy z ulicy) oraz Paradox of Praxis (1997; Alÿs spacerował po stolicy Meksyku ze stopniowo topniejącą bryłą lodu). Inne jego dzieła to m.in. film Re-enactments, animacja The Last Clown oraz projekt When Faith Moves Mountains.